# Летопись Археологического общества
Ле́топись Археологи́ческого о́бщества — список второго свода белорусско-литовских летописей расширенной редакции. Список близок Ольшевской летописи, аналогичен Румянцевской летописи и «Хроничке» из Патриаршего сборника.
Летопись составляет последнюю часть рукописного сборника конца XVI века — начала XVII веков. В XIX веке сборник хранился в библиотеке Русского археологического общества, откуда и получил своё название. Ныне хранится в фонде Археологического товарищества в Рукописном отделе Российской национальной библиотеки в Санкт-Петербурге
. Рукопись впервые была описана Дмитрием Прозоровским.
Кроме летописи, сборник содержит и другие произведения: «Список с печатных цесарских и галанских писем, каковы переведены в нынешнем во 178 году октября в 13 день» (листы 1—9), 10-й лист пустой, «Список турского салтана к цесарю римскому з грамоты 1663» (листы 11—13), «Список з грамоты цесаря римского к турскому салтану» (листы 13—14), 15-й лист пустой, «Послание турского царя Салтана к царю и великому князю Ивану Васильевичю» (листы 16—18), «Послание царю и великому князю Ивану Васильевичу бывшаго его боярина князь Андрея Михайловича Курпъского» (листы 18—20), 21-й лист пустой, перевод с немецкого письма турецкого султана польскому королю (листы 22—25), «Список» с письма турецкого султана Магомета «неметцким владетелям» (листы 25—27), «Сказание» о въезде в Краков Яна Собесского и о погребениях королей Яна Казимира и Михаила Вишневецкого (листы 27—29), на листах с 30 по 42 содержатся разные известия. Эти первые 42 листа написаны несколькими почерками скорописью XVII века на белой мягкой бумаге.
Собственно летопись содержится во второй части сборника, на листах с 43-го по 73-й оборотный. Она написана одним почерком полууставом XVI века тёмными чернилами на более плотной и тёмной, нежели первая часть рукописи, бумаге. Начинается летопись со слов «тилася, которую называють святая Прикседы, а по руски Поросковея, которой же у Риме и костел збудован» и заканчивается рассказом о походе Ольгерда на Подолье: «Опят отселе почнем. Коли князь Олкгирд пошол у поле з литовским войском и побил татаров, татарских князей, Качея…». Таким образом, начало и конец летописи в рукописи отсутствуют, а начинается она с полуслова.
Впервые Летопись Археологического общества опубликована в XVII томе Полного собрания русских летописей (столбцы 246—278). При издании Станислав Пташицкий недостающие в летописи места восполнил по Румянцевской и Патриаршей летописям, из первой взял и заголовок «Кроиники Великаго княжства Литовского и Жомоитскаго». Переиздана Николаем Улащиком в XXXV томе Полного собрания русских летописей, где занимает страницы с 91 по 102.